# Miguel Alexandre Areias Lopes
Miguel Alexandre Areias Lopes (Porto, 2 de Junho de 1977), mais conhecido como Areias, é futebolista retirado e jogava habitualmente como defesa esquerdo.
Na época 2007/2008 foi contratado pelo Belenenses. Tendo no final da mesma assinado pelo Trofense por uma época, mais uma de opção. No final da época a opção não foi accionada, ficando desta forma sem clube.